# Кавалеры ордена Святого Георгия III класса Б
Кавалеры ордена Святого Георгия III класса на букву «Б»
Список составлен по алфавиту персоналий. Приводятся фамилия, имя, отчество; звание на момент награждения; номер по спискам Григоровича — Степанова и Судравского; дата награждения. Лица, чьи имена точно идентифицировать не удалось, не викифицируются.
- Багговут, Александр Фёдорович, генерал-лейтенант, № 476, 16 января 1854
- Багговут, Карл Фёдорович фон, генерал-майор, № 138, 8 января 1807
- Багратион, Роман Иванович, генерал-майор, № 361, 28 января 1814
- Багратион-Мухранский, Иван Константинович, генерал-майор, № 477, 16 января 1854
- Баженов, Александр Алексеевич, генерал-лейтенант, № 524, 26 ноября 1871
- Базин, Иван Алексеевич, генерал-лейтенант, № 525, 26 ноября 1871
- Байков, Василий Сергеевич, полковник, № 65, 14 апреля 1789
- Бакрадзе, Захарий Дмитриевич, полковник, 3 ноября 1915
- Балабин, Степан Фёдорович, генерал-майор, № 362, 2 февраля 1814
- Балк, Михаил Дмитриевич, генерал-майор, № 234, 4 сентября 1812
- Бандиери, Франц, контр-адмирал австрийской службы, № 458, 16 ноября 1840
- Баратаев, Семён Михайлович, генерал-майор, № 64, 14 апреля 1789
- Бардаков, Пётр Григорьевич, полковник, № 110, 15 сентября 1794
- Барклай-де-Толли, Михаил Богданович, генерал-майор, № 139, 8 января 1807
- Барятинский, Александр Иванович, генерал-лейтенант, № 482, 9 августа 1854
- Баташев, Никита Михайлович, генерал-лейтенант, 2 января 1915
- Баумгартен, Александр Карлович, генерал-майор, № 480, 20 апреля 1854
- Бахметев, Алексей Николаевич, генерал-майор, № 207, 25 июля 1810
- Башуцкий, Павел Яковлевич, генерал-майор, № 184, 20 мая 1808
- Бебутов, Василий Осипович, генерал-лейтенант, № 462, 5 ноября 1846
- Бебутов, Давид Осипович, генерал-майор, № 468, 1 сентября 1849
- Бегичев, Иван Матвеевич, генерал-майор, № 261, 3 января 1813
- Безбородко, Илья Андреевич, генерал-майор, № 78, 25 марта 1791
- Белинн, генерал австрийской службы, № 325, 25 сентября 1813
- Белозор, Юлиан Юлианович, генерал-лейтенант, 7 октября 1916
- Белявский, Константин Яковлевич, генерал-майор, № 461, 6 августа 1845
- Бенардос, Пантелеймон (Пантелей) Егорович, генерал-майор, № 277, 20 марта 1813
- Бенкендорф, Александр Христофорович, генерал-майор, № 270, 17 февраля 1813
- Бенкендорф, Константин Христофорович, генерал-майор, № 387, 10 сентября 1815
- Беннигсен, Леонтий Леонтьевич, генерал-майор, № 109, 15 сентября 1794
- Берг, Григорий Максимович, генерал-лейтенант, № 293, 2 июня 1813
- Берг, Фёдор Фёдорович, генерал-майор, № 413, 25 июня 1829
- Бианки, Винцент Феррер Фридрих фон, фельдмаршал-лейтенант австрийской службы, № 333, 8 октября 1813
- Бибиков, Александр Александрович, тайный советник, № 259, 3 января 1813
- Бистром, Адам Иванович, генерал-майор, № 369, 18 марта 1814
- Бистром, Карл Иванович, генерал-майор, № 306, 3 июня 1813
- Бишев, Иван Иванович, капитан, № 22, 14 октября 1770
- Бойен, Герман фон, генерал-майор прусской службы, № 382, 2 марта 1815
- Бороздин, Михаил Михайлович, генерал-майор, № 241, 20 октября 1812
- Бороздин, Николай Михайлович, генерал-майор, № 245, 20 октября 1812
- Борстель, Людвиг; генерал-лейтенант прусской службы, № 393, 24 сентября 1818
- Бриммер, Эдуард Владимирович, генерал-лейтенант, № 483, 9 августа 1854
- Брусилов, Алексей Алексеевич, генерал от кавалерии, № 595, 18 сентября 1914
- Буксгевден, Фёдор Фёдорович, бригадир, № 70, 22 августа 1789
- Булатов, Михаил Леонтьевич, генерал-майор, № 212, 21 ноября 1810
- Булгаков, Егор Абрамович (Егор Николаевич), полковник, № 99, 28 июня 1792
- Булгаков, Сергей Алексеевич, генерал-майор, № 91, 19 февраля 1792
- Бульмеринг, Евгений Михайлович, полковник, № 559, 19 декабря 1877
- Бурнашев, Степан Данилович, генерал-майор, № 73, 30 марта 1790
- Бухвостов, Иван, подполковник, № 38, 13 июня 1774
- Бюльклей-Джонсон, Чарльз, полковник английской службы, 27 сентября 1915